# Kleinvillars

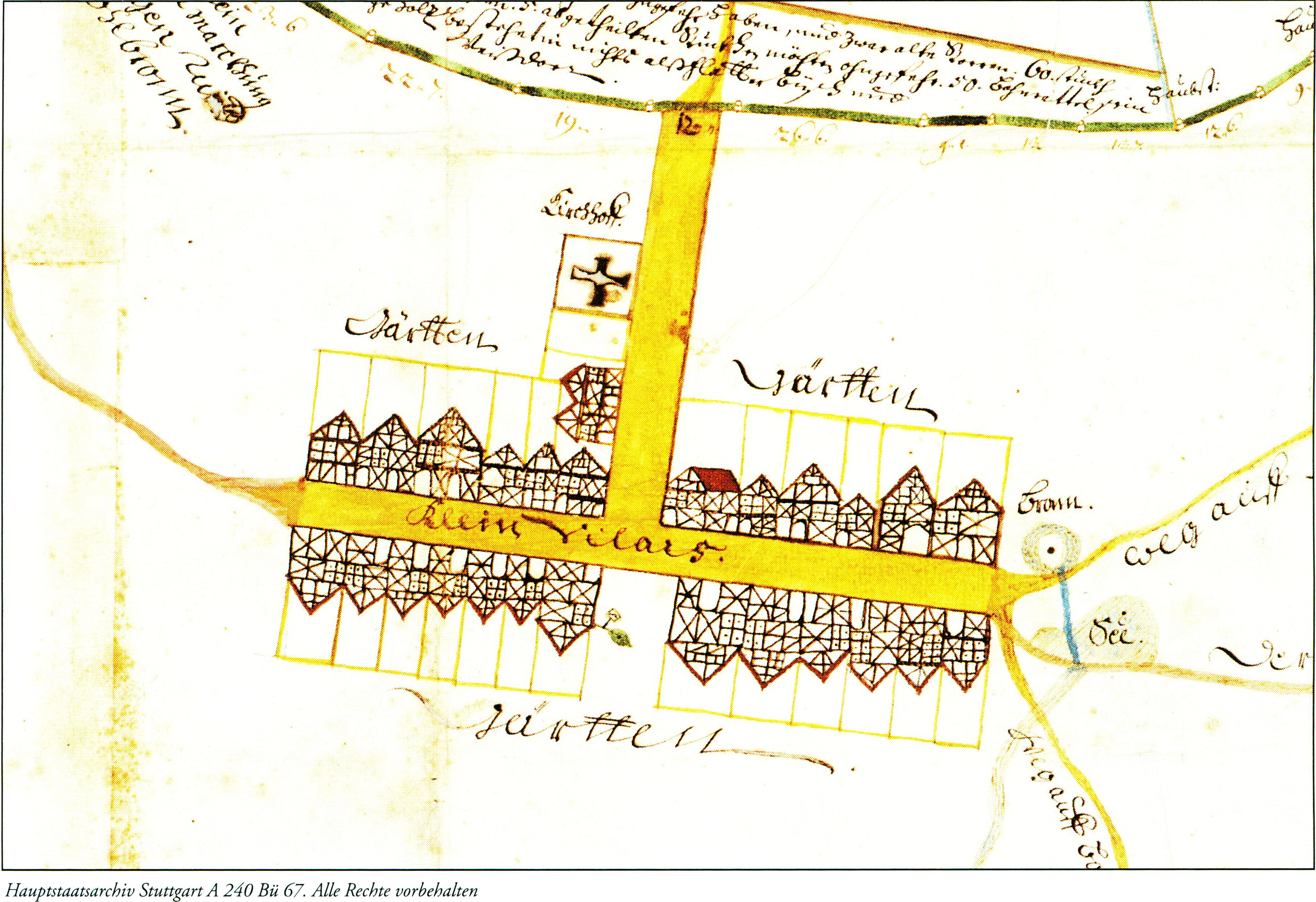
Ortsplan, 1720er

Kleinvillars ist ein Dorf im Enzkreis und seit 1972 ein Teilort der Stadt Knittlingen.

## Geschichte
Kleinvillars ist eine Gründung der Waldenser und liegt zwischen Ölbronn und Knittlingen. Der Ortskern lehnt sich an einen Hang nach Osten, und die Häuser stehen mit dem Giebel zur gerade verlaufenden Hauptstraße.
Die 379 Flüchtlinge sollten ursprünglich – 1699 aus Villar Perosa kommend – im heutigen Großvillars angesiedelt werden. Aber Oberderdingen war die Anzahl der Fremden in der Nachbarschaft zu groß, und so entstand südlich von Knittlingen auf der Markungsgrenze zu Ölbronn die Siedlung Petit Villars.
Am 15. Februar 1972 wurde Kleinvillars in die Stadt Knittlingen eingegliedert.

### Einwohnerentwicklung
- 1810: 177 Einwohner[3]
- 1828: 250 Einwohner[4]
- 1847: 249 Einwohner[5]
- 1854: 248 Einwohner[6]
- 1866: 213 Einwohner[7]
- 1886: 204 Einwohner[8]

## Politik

### Schultheißen
- 1810: Jean Frédéric Jouvenal[3]
- 1847: Bouc[5]
- 1854: Bonnet[6]
- 1866: Baral[7]
- 1886: Vincon[8]

## Verkehr
An der württembergischen Westbahn befindet sich der Bahnhaltepunkt Knittlingen-Kleinvillars. Dort halten stündlich die Züge der Linie RB17c zwischen Bruchsal und Mühlacker. Zweistündlich fahren sie weiter nach Stuttgart über Bietigheim-Bissingen.
Der Ort wird außerdem von der Buslinie 734 bedient. Diese fährt unter der Woche stündlich, samstags zweistündlich und sonntags vierstündlich.

## Einzelnachweise

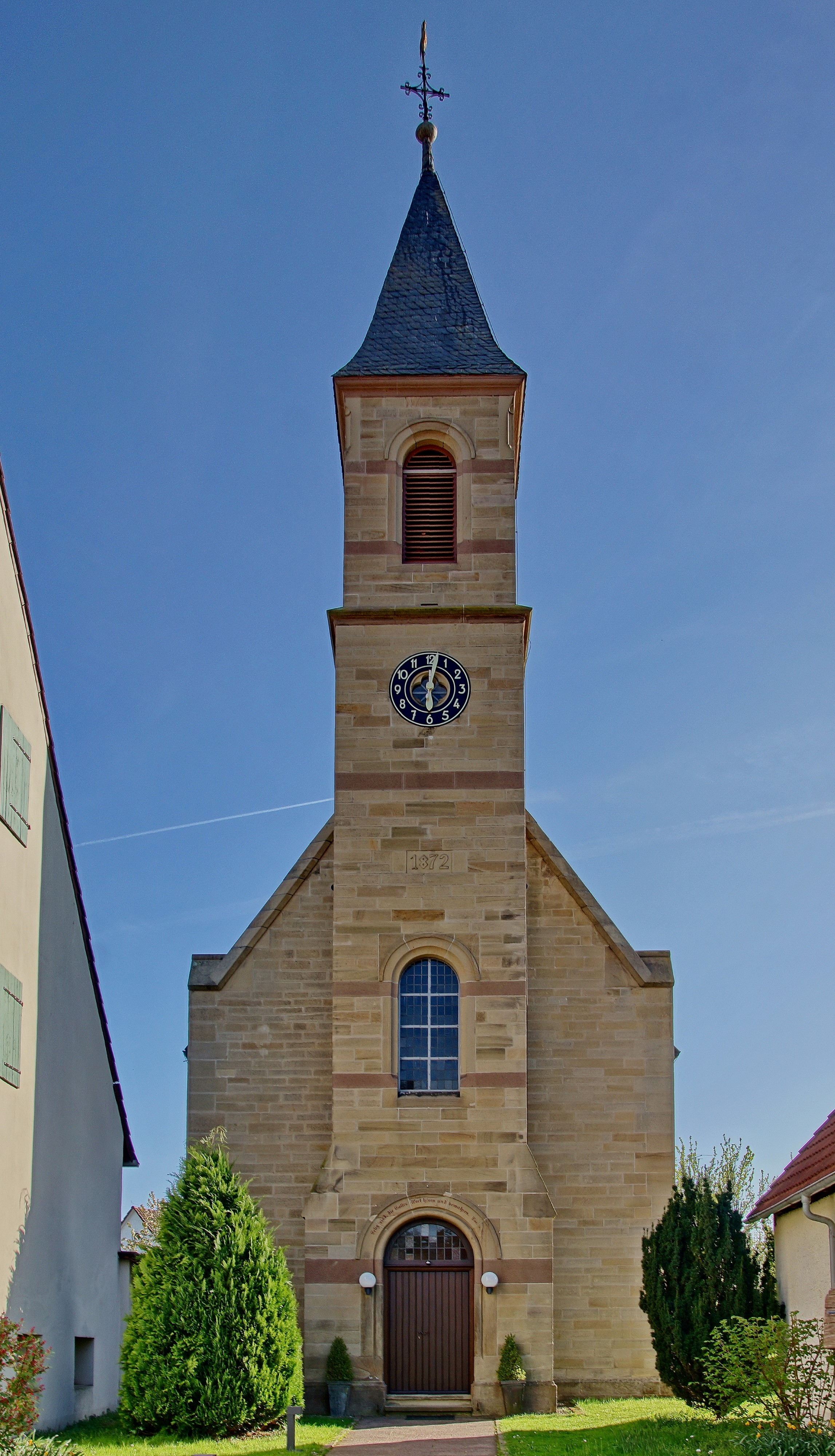
Waldenserkirche Ansicht Hauptstrasse
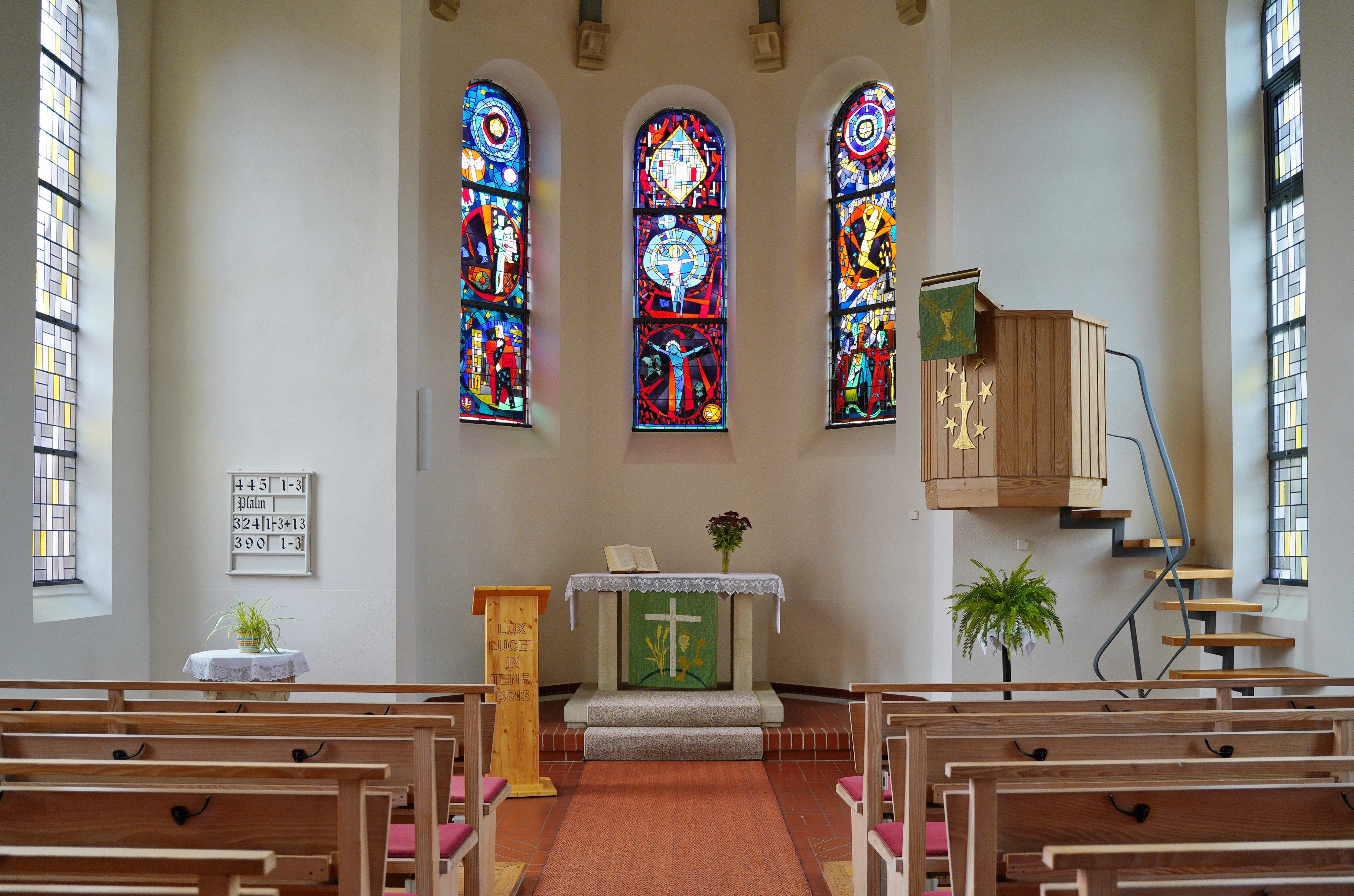
Waldenserkirche Innenansicht 2020
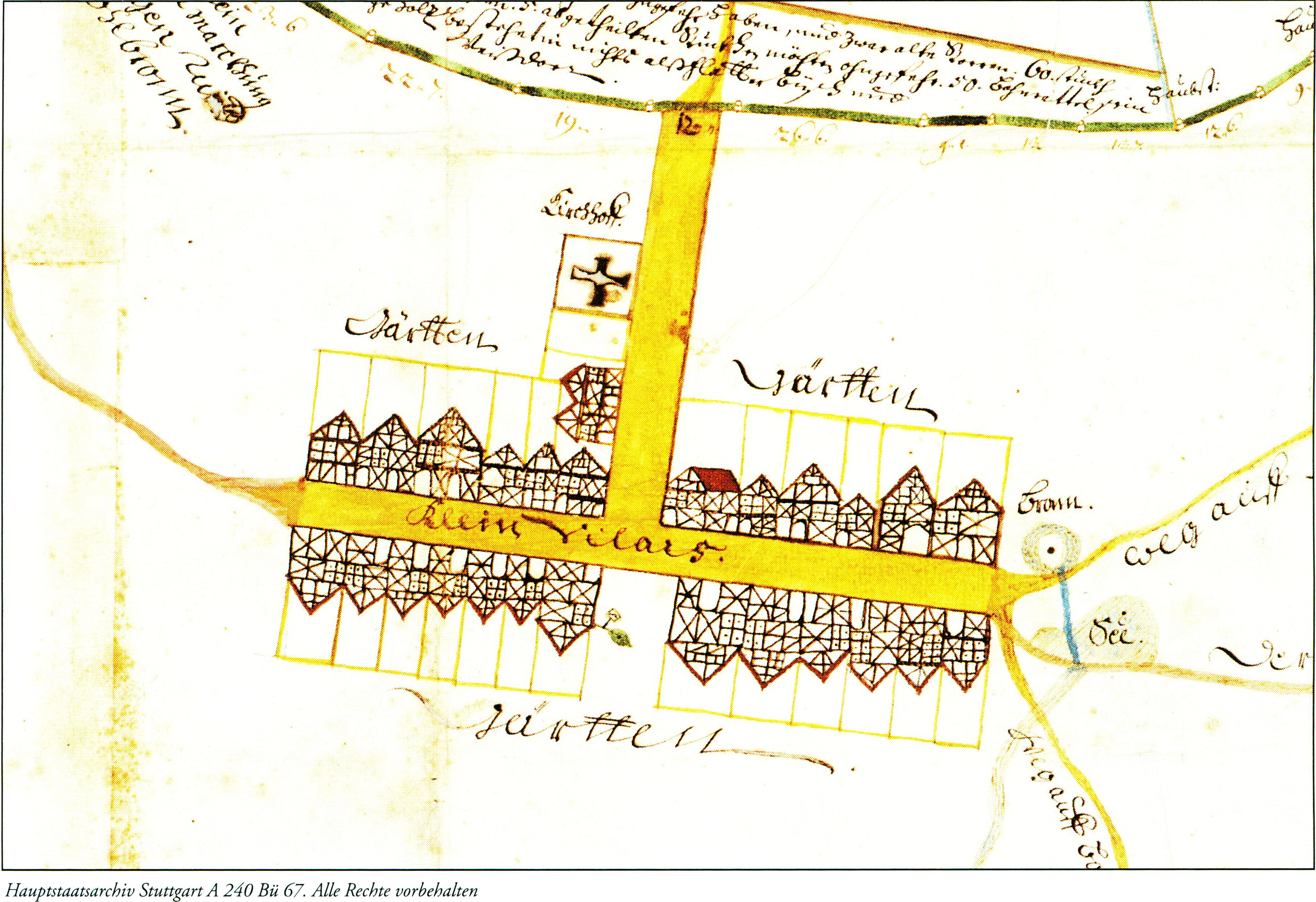
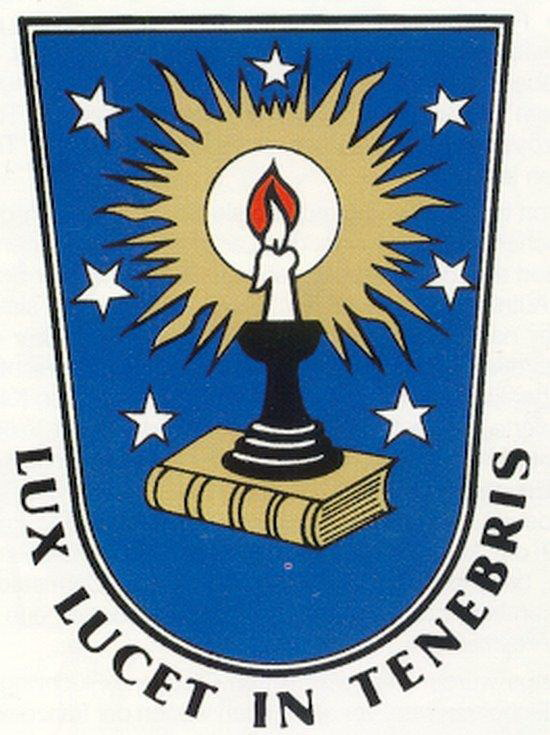